# Герб Торреша-Новаша
Ге́рб То́рреша-Но́ваша — офіційний символ міста Торреш-Новаш, Португалія. Використовується як територіальний герб. У червоному щиті золотий замок із трьома баштами, зеленими вікнами і брамою. Підніжжя перетяте трьома хвилястими смугами — двома срібними і однією синьою. На центральній башті рука у срібних латах, що заносить золоту булаву. Щит увінчує срібна мурована міська корона з п'ятьма вежами.  Під щитом біла стрічка, на якій великими літерами напис португальською: «Torres Novas» (Торреш-Новаш).  Офіційно затверджений 7 серпня 1986 року. Створений на основі попереднього містечкового герба, ухваленого 20 травня 1936 року. 

## Галерея

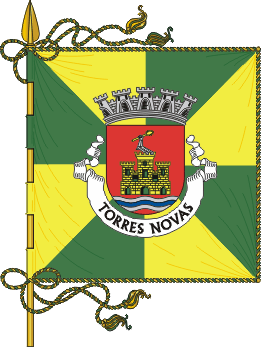
Прапор